# Umbaúba
Umbaúba is een gemeente in de Braziliaanse deelstaat Sergipe. De gemeente telt 21.397 inwoners (schatting 2009).

## Aangrenzende gemeenten
De gemeente grenst aan Cristinápolis, Indiaroba, Itabaianinha en Santa Luzia do Itanhy.

## Verkeer en vervoer
De plaats ligt aan de noord-zuidlopende weg BR-101 tussen Touros en São José do Norte. Daarnaast ligt ze aan de weg SE-290.

## Geboren
- João Natailton Ramos dos Santos, "Joãozinho" (1988), voetballer